# بیلتش (ناحیه کلادنو)
بیلتش (به چکی: Běleč) یک منطقهٔ مسکونی در جمهوری چک است که در شهرستان کلادنو واقع شده‌است.